# Hongkongi kínai háborús emlékmű
A hongkongi kínai háborús emlékművet (Hong Kong Chinese War Memorial) az első világháborúban a britek oldalán elesett kínaiak emlékére állították 1928-ban.
A kínai kaput formázó emlékművet a nemzetközösségi hadisírokat gondozó bizottság (Imperial War Graves Commission) állíttatta tisztelgésül a nagyjából 950 kínai előtt, aki a brit kereskedelmi flotta hajóin és segédcsapatokban (munkásalakulatokban) vesztették életüket az első világháborúban. A kapu hasonlít a franciaországi noyelles-sur-meri kínai temető bejáratához, amelyet szintén a bizottság emeltetett. A hongkongi emlékkaput a botanikus kert bejáratánál helyezték el, és 1928. május 6-án Cecil Clementi kormányzó avatta fel.
A  második világháború után az emlékművön új feliratot helyeztek el, amely szerint a kapu minden olyan kínai előtt tiszteleg, aki a szövetségesek oldalán esett el a két nagy háborúban. 